# Rime dans la poésie arabe
Les Arabes ont donné de nombreuses définitions de la rime dans leur poésie. Certains la définissent comme le dernier mot du vers, d'autres vont jusqu'à affirmer que c'est tout le vers qui est rime. On dit aussi qu'elle est la séquence de consonnes et de voyelles qui se répètent mais la définition la plus utilisée est celle d'Al Khalil :
La rime est la séquence de consonnes et de voyelles terminales comptées à partir de la voyelle de l'avant-dernière syllabe longue. Ainsi dans qalbun la rime est albun et dans qaalat, la rime est aalat.
Remarque : Nous utilisons une notation simplifiée où les voyelles longues sont transcrites par simple redoublement d'une brève. La séquence ainsi définie est souvent répétitive, mais il arrive que seule une partie de celle-ci soit reproduite dans tout le poème.

## La consonne de base
La rime est bâtie autour d'une consonne de base appelée rawy. C'est elle qui contribue souvent à donner un nom au poème. Lamyat al arab, dalyat Nabighat, mimyat Zouheir... sont des poèmes dont le rawy est la consonne lam (l), dal (d) ou mym (m).
- Le rawy est généralement une consonne, mais il peut être une voyelle longue.
- La consonne de base peut occuper trois positions dans le vers :
  - Elle peut être en position finale comme b dans : katab, Yantasib. Le rawy est la consonne, b et la rime est dans ce cas dite fermée.
  - La consonne de base peut être suivie d'une voyelle longue finale comme dans Al hamduu, Amjaduu. La consonne d est ici la rawy et la voyelle u est appelée prolongation. La rime est dite ouverte dans ce cas.

## Les phonèmes de la rime
Les consonnes et voyelles de la rime ont été cataloguées en fonction de la nature de celle-ci. Nous avons vu le rawy et sa prolongation. Nous allons en étudier d'autres.
- Le ridf ou voyelle longue précédant la consonne de base : nasiim, murjaanuu. Dans nasiim, la consonne de base M est précédée d'une voyelle longue II appelée ridf.
- Le taesys est une voyelle longue aa, séparée de la consonne de base par une syllabe brève de type : consonne + i comme dans baasim (souriant) où m est le rawy, aa le taesys. Quant à la consonne s, qui est variable, on la nomme l'intruse.
- Le wasl ou prolongation est la voyelle suivant la consonne de base dans les rimes ouvertes comme nous venons de le voir.

## Les classes de rimes
Les rimes peuvent être ouvertes ou fermées et peuvent aussi être munies de ridf, de taesys ou en être dénuées. Ces caractéristiques se combinent deux à deux, de sorte qu'on a les classes suivantes :
- Rimes s'achevant par une même consonne, seul élément obligatoire. Exemple : yantasib, Katab, Qalab. On peut qualifier ces rimes de « simples fermées ».
- Rimes simples ouvertes où l'élément obligatoire est une syllabe de type : consonne+voyelle longue. Exemple : katabaa, charibaa
- Rimes fermées où la consonne de base est précédée d'une voyelle longue obligatoire
- Rimes ouvertes où la consonne de base est précédée d'une voyelle longue obligatoire
- Rimes fermées où la consonne de base est précédée de la séquence : aa + c + i. Exemple : kaatib, chaarib
- Rimes ouvertes où la consonne de base est précédée de la séquence : ƒ + c + i.

## Lexique et rime
La rime constitue un choix dans le lexique. Sans ce choix, elle n'existe pas. Deux exemples illustrent cela :
- Pour certaines syllabes finales telle ka, les poètes préfèrent prendre comme rime les segments la précédant. La raison en est que ka en arabe est un pronom personnel post-posé. On dit : kitabu (livre) et kitabuka (ton livre). Choisir comme rime ka uniquement, revient à la possibilité de faire rimer deux noms masculins quelconques en leur adjoignant le pronom possessif, ce qui ne nécessite aucun choix lexical.
- Lorsque le phonème de base est aa et que la rime se restreint à cette voyelle, les poètes s'obligent à prendre celle-ci dans l'origine lexicale du mot. Ils s'interdisent en particulier le fait que aa soit réduit à un signe de déclinaison ou une marque de duel ou un allongement simple d'une voyelle brève. De la sorte, ils s'assurent du fait qu'il y a un véritable choix lexical.

On voit donc que la rime est loin d'être la simple conjonction de phonèmes identiques ou semblables.